# عبدالغنی زیتونی
عبدالغنی زیتونی (انگلیسی: Abdelghani Zitouni; ۵ مهٔ ۱۹۳۲ – ۱۷ نوامبر ۲۰۱۰) بازیکن فوتبال اهل الجزایر بود.
از باشگاه‌هایی که در آن بازی کرده‌است می‌توان به باشگاه فوتبال شباب بلوزداد و باشگاه فوتبال مولودیه الجزایر اشاره کرد.
وی همچنین در تیم ملی فوتبال الجزایر بازی کرده‌است.